# Appeal to Reason
Appeal to Reason — (с англ. — «Призыв к делу») пятый студийный альбом американской рок-группы Rise Against. После тура в поддержку предыдущего альбома, The Sufferer & the Witness, группа начала работу в январе 2008, в студии Blasting Room в городе Форт Коллинз, штат Колорадо. Запись была закончена в июне, и альбом был издан в Северной Америке 7 октября 2008 года. Этот альбом — первый релиз Rise Against с нынешним гитаристом Заком Блэром. Appeal to Reason — самый успешный альбом группы на данный момент. Он сразу попал на третье место в Billboard 200 и был продан в количестве 64700 копий за первую неделю. В целом альбом оставил хорошее впечатление у критиков. К июню 2009 выпущено три сингла — «Re-Education (Through Labor)», «Audience of One» и «Savior».

## Запись
В мае 2007 было объявлено, что Rise Against намерены вернуться в студию после тура, чтобы начать запись следующего альбома. Этот тур шёл в Северной Америке весь июль и август, поэтому группе пришлось пропустить Warped Tour. Когда гитариста Зака Блэра спросили об их планах, он рассказал сайту ThePunkSite.com, что они начнут сочинение и запись новых песен после тура, и это продлится несколько месяцев. Также он сказал, что альбом, скорее всего, можно ждать летом 2008. Басист Джо Принсипи в интервью сказал, что запись начнётся в начале 2008, хотя «всё может измениться». Коллектив провёл конец 2007 года на гастролях, играя в составе тура Taste of Chaos, поддерживая хедлайнера, группу The Used.
7 января 2008 на официальном сайте Rise Against было объявлено, что они начали сочинение песен для нового альбома. Радиостанция KROQ из Лос-Анджелеса в мае спросила фронтмена Тима Макилрота, в каком состоянии находится альбом. Тим рассказл, что половина работы сделана и запись будет происходить в студии Blasting Room, а продюсерами будут Билл Стивенсон и Джейсон Ливермор, которые продюсировали предыдущий альбом группы.
В июньском интервью Луиза Матеус с Gigwise.com поинтересовалась у Тима о процессе записи альбома. Он ответил, что «работа почти закончена», но название и обложка пока ещё не определены. Punknews.org 14 июля сообщил, что альбом получит название Appeal to Reason. Оно получено от газеты американской левой политической партии 1897 года.

## Музыкальный стиль и темы
Критики считают, что Appeal to Reason — один из самых мягких и мелодичных альбомов Rise Against и в музыке, и в текстах. Джон Хэнсон из Sputnikmusic сказал, что «альбом предназначен для более широкой аудитории, что вряд ли понравится старым фанатам». Джо Принсипи в интервью AbsolutePunk.net сказал:«Appeal to Reason» звучит как настоящий альбом Rise Against, но мы признаём, что есть и что-то новое. Я думаю, мы повзрослели как авторы песен и как коллектив, что и показывает наш новый альбом". Некоторые критики считают, что Appeal to Reason не сильно отличается от предыдущих релизов группы.
Альбом содержит акустическую песню, «Hero of War», которая повествует о ветеране войны в Ираке, вспоминающем о своей военной жизни. Макилрот считает, что эта песня очень важна, так как ему хотелось бы обратить внимание на то, что чувствуют солдаты спустя восемь лет после оккупации Ирака. В другом интервью он рассказал, что это для него способ «запечатлить события для следующих поколений».
Большая часть песен — о политическом положении в Соединённых Штатах. Мнение Allmusic таково:«…они выступают против упадка морали и гниения государства в начальной песне „Collapse (Post-Amerika)“, а потом обличают медленное отупение Америки в „Re-Education (Through Labor)“». В интервью The Red Alert Макилрот сказал:«Причина, по которой я участвую в этой группе такова: когда я открываю газету, я говорю сам себе: „Вы что, шутите?! Это происходит на самом деле? Как люди могут голосовать за такие вещи, как Восьмая поправка? Это Америка? Мы всё ещё в Ираке, а люди считают, что есть большая разница, будет ли президент чёрным или белым?“ Через музыку можно передать ещё очень много. Нам ещё многому предстоит научиться.» Тем не менее, участники группы отмечают, что их песни — не только про политику. В одном интервью Принсипи сказал:«Тема политики в наших текстах — не единственная. У нас есть песни и про общественное сознание, окружающую среду и ещё про разные вещи. Я думаю, если у людей будет время почитать повнимательней наши тексты, то они поймут, что мы никому не навязываем наши политические взгляды».

## Релиз и клипы
Rise Against сняли клип на первый сингл с альбома, «Re-Education (Through Labor)» с режиссёром Кевином Карслейком. Сингл вместе с клипом были выпущены в электронном виде 25 августа. В декабре 2008 группа сообщила, что вскоре будет снят клип на второй сингл, «Audience of One», с режиссёром Бреттом Саймоном. Премьера этого клипа на MySpace произошла 15 января 2009. Клип был снят в Лос-Анджелесе в декабре. В нём группа выступает в миниатюрном мире на газоне Белого дома. Клип на песню «Hero of War» был выпущен 20 мая 2009.
Группа начала тур в поддержку альбома (С Thrice, Alkaline Trio, Gaslight Anthem) 2 октября 2008 в Кливленде, штат Огайо. Летом 2009 Rise Against будут гастролировать вместе с Rancid и Billy Talent. На ноябрь запланирован короткий тур по Великобритании вместе с группами Thursday и Poison the Well.

## Отзывы и продажи
Appeal to Reason в целом заслужил хорошие отзывы от критиков. На Metacritic у альбома 65 баллов из 100 — это среднее значение десяти профессиональных оценок.
Основная критика заключалась в том, что группа неотвратимо уходит из андеграунда в мейнстрим. Appeal to Reason — самый продаваемый альбом Rise Against. В первую неделю было продано 64700 копий, и альбом занял третье место в Billboard 200. Синглы с альбома также занимали высокие позиции в чартах. «Re-Education (Through Labor)» занял 22 место в Hot Mainstream Rock Tracks и 3 место в Hot Modern Rock Tracks. Следующий сингл, «Audience of One», занял четвёртую позицию в Hot Modern Rock Tracks.

## Список композиций
Слова и музыка всех песен — Rise Against.
| №   | Название                       | Длительность |
| --- | ------------------------------ | ------------ |
| 1.  | «Collapse (Post-Amerika)»      | 3:19         |
| 2.  | «Long Forgotten Sons»          | 4:01         |
| 3.  | «Re-Education (Through Labor)» | 3:42         |
| 4.  | «The Dirt Whispered»           | 3:09         |
| 5.  | «Kotov Syndrome»               | 3:05         |
| 6.  | «From Heads Unworthy»          | 3:42         |
| 7.  | «The Strength to Go On»        | 3:27         |
| 8.  | «Audience of One»              | 4:05         |
| 9.  | «Entertainment»                | 3:34         |
| 10. | «Hero of War»                  | 4:13         |
| 11. | «Savior»                       | 4:02         |
| 12. | «Hairline Fracture»            | 4:02         |
| 13. | «Whereabouts Unknown»          | 4:02         |

| №   | Название                         | Длительность |
| --- | -------------------------------- | ------------ |
| 14. | «Elective Amnesia»               | 3:54         |
| 15. | «Prayer of the Refugee» (живьём) | 4:12         |

| №   | Название               | Длительность |
| --- | ---------------------- | ------------ |
| 14. | «Historia Calamitatum» | 3:23         |

## Над альбомом работали

### Rise Against
- Тим Макилрот —- вокал, ритм-гитара
- Джо Принсипи —- бас-гитара, бэк-вокал
- Брэндон Барнс —- ударные
- Зак Блэр —- гитара, бэк-вокал

### Приглашённые участники
- Чед Прайс —- дополнительный бэк-вокал
- Мэтт Скиба —- дополнительный бэк-вокал в «Hairline Fracture»

### Производство
- Билл Стивенсон —- музыкальный продюсер, инженер
- Джейсон Ливермор —- продюсер, инженер
- Эндрю Берлин —- инженер
- Фелипе Патино —- дополнительный инжиниринг
- Ли Майлз —- дополнительный инжиниринг
- Крис Лорд-Элдж —- звукорежиссёр
- Кейт Армстронг —- ассистент звукорежиссёра
- Ник Карен —- ассистент звукорежиссёра
- Брэд Таунсенд —- дополнительный инжиниринг
- Тед Йенсен —- мастеринг

## История релизов
| Регион         | Дата             | Лейбл                  |
| -------------- | ---------------- | ---------------------- |
| Великобритания | 2 октября, 2008  | Polydor                |
| Австралия      | 4 октября, 2008  | Universal              |
| США            | 7 октября, 2008  | Geffen, DGC/Interscope |
| Канада         | 7 октября, 2008  | Geffen, DGC/Interscope |
| Германия       | 10 октября, 2008 | Rough Trade            |